# Withoutabox
Withoutabox fue un sitio web fundado en enero de 2000 por David Straus, Joe Neulight y Charles Neulight que permitía a los cineastas independientes distribuir sus películas. El primer producto lanzado fue el sistema de Inscripción al Festival Internacional de Cine. Withoutabox trabajó con festivales de cine y cineastas de todo el mundo. En enero de 2008, Withoutabox fue adquirida por IMDb, una subsidiaria de Amazon.
El sitio web de Withoutabox ofrecía a los cineastas una plataforma para buscar en más de 3000 festivales de cine en los cinco continentes y enviar sus películas a más de 850 festivales de cine en todo el mundo, incluidos festivales como Sundance y el Festival Internacional de Cine de Toronto.
Los festivales podían solicitar presentaciones a través de la web y administrar las presentaciones entrantes electrónicamente, en lugar de la ruta tradicional de enviar un DVD de selección por correo. Esto permitió a los festivales comercializar su evento a más de 400 000 cineastas activos que ya estaban en la plataforma Withoutabox, aceptar tarifas de inscripción de ellos electrónicamente y notificar automáticamente a los cineastas sobre su aceptación en su evento. Otros servicios incluyeron la transmisión en Internet a través de IMDb y la venta de DVD y descargas de videos a pedido en Amazon.com a través de CreateSpace.
Desde el 30 de octubre de 2019, el sitio web ya no está en servicio.

## Controversia
Withoutabox ha atraído críticas en los años posteriores a su adquisición en 2008 por parte de IMDb, propiedad a su vez de Amazon. Algunos cineastas y festivales por igual han acusado a la compañía de cargos excesivos, prácticas no competitivas, tecnología obsoleta y los reclamos habituales de litigios agresivos contra Amazon.

## Socios (lista parcial)
- Sundance Film Festival
- Slamdance Film Festival
- Cannes Film Festival
- International Film Awards Berlin
- Toronto International Film Festival
- AFI Fest
- Los Angeles Film Festival
- Mill Valley Film Festival
- Seattle International Film Festival
- Detroit Windsor International Film Festival
- Canadian Short Screenplay Competition
- Arizona International Film Festival
- Adelaide International Film Festival